# Blåmunkar
Blåmunkar eller monke (Jasione montana) är en tvåårig ört i familjen klockväxter.
Denna ört har upprätta, spensliga stjälkar som blir cirka 30 centimeter höga. Stjälkarna grenar sig vanligen nära växens bas och på dessa sitter utströdda, avlånga och håriga blad med tandade kanter, förutom upptill där de är bladlösa. Blomställningarna som bärs upp en och en i toppen på de greniga stjälkarna är huvudlika. Blommorna är vanligen ljusblå, även om vita blommor också förekommer. Detta är dock sällsynt.
Blåmunkar växer ofta på sandig och mager mark. I Sverige är arten vanligast i de södra landskapen, men förekommer från Skåne till Uppland.